# Timothius Mousa Shamani
Tymoteusz (imię świeckie Moussa Shamani, ur. 1966) – duchowny Syryjskiego Kościoła Ortodoksyjnego, od 2005 arcybiskup diecezji Monasteru św. Tymoteusza. Sakrę biskupią otrzymał 16 grudnia 2005.